# ۱۱۵۶ (خورشیدی)
۱۱۵۶ هزار و صد و پنجاه و ششمین سال هجری خورشیدی است.